# Les Godelureaux
Les Godelureaux is een Franse filmkomedie uit 1961 onder regie van Claude Chabrol. De film is in het Nederlandse taalgebied ook bekend als De saletjonkers.

## Verhaal
Ronald is een verwende, jonge snob. Hij wordt het slachtoffer van een grap van zijn kennissenkring. Hij wreekt zich door de vriendin van een rijkeluiszoon af te troggelen en daarna de bons te geven. Zij troost zich snel met een Amerikaan.

## Rolverdeling
| Acteur             | Personage      |
| ------------------ | -------------- |
| Jean-Claude Brialy | Ronald         |
| Bernadette Lafont  | Ambroisine     |
| Charles Belmont    | Arthur         |
| Jean Galland       | Oom van Arthur |
| Pierre Vernier     | Bernard        |
| Sacha Briquet      | Henri          |
| Stéphane Audran    | Xavière        |